# توبیاس کرتون
توبیاس کرتون (انگلیسی: Tobias Churton) (متولد۱۹۶۰) پژوهشگر بریتانی در حوزه‌های چلیپای گلگون، فراماسونری، عرفان‌گرایی و علوم خفیه است. او مدرس در دانشگاه دانشگاه اکستر است. از آثار او می‌توان به فلسفه عرفان‌گرایی، مغان فراماسونری و فراماسونری اشاره کرد.
او در دهه هشتاد مجموعه برنامه‌هایی با موضوع عرفان‌گرایی و علوم خفیه برای کانل ۴ بریتانا ساخت.